# Synagoga w Puńsku
Synagoga w Puńsku – zbudowana na przełomie XIX i XX wieku w Puńsku przy ulicy Mickiewicza 58. Podczas II wojny światowej, w 1941 hitlerowcy doszczętnie zdewastowali synagogę. Od zakończenia wojny w budynku synagogi mieściło się kolejno kino, sklep oraz mieszkanie. Obecnie budynek nie jest użytkowany. Właścicielem obiektu jest Fundacja Ochrony Dziedzictwa Żydowskiego.
Drewniany, jednokondygnacyjny, orientowany budynek synagogi z dachem dwuspadowym wzniesiono na planie prostokąta, w konstrukcji zrębowej na murowanym fundamencie. Pierwotnie była kryta gontem i otynkowana. We wschodniej części znajdowała się sala główna, a w zachodniej przedsionek, nad którym znajdował się babiniec. W zachodniej części znajdowała się dobudówka, w której mieścił się cheder.

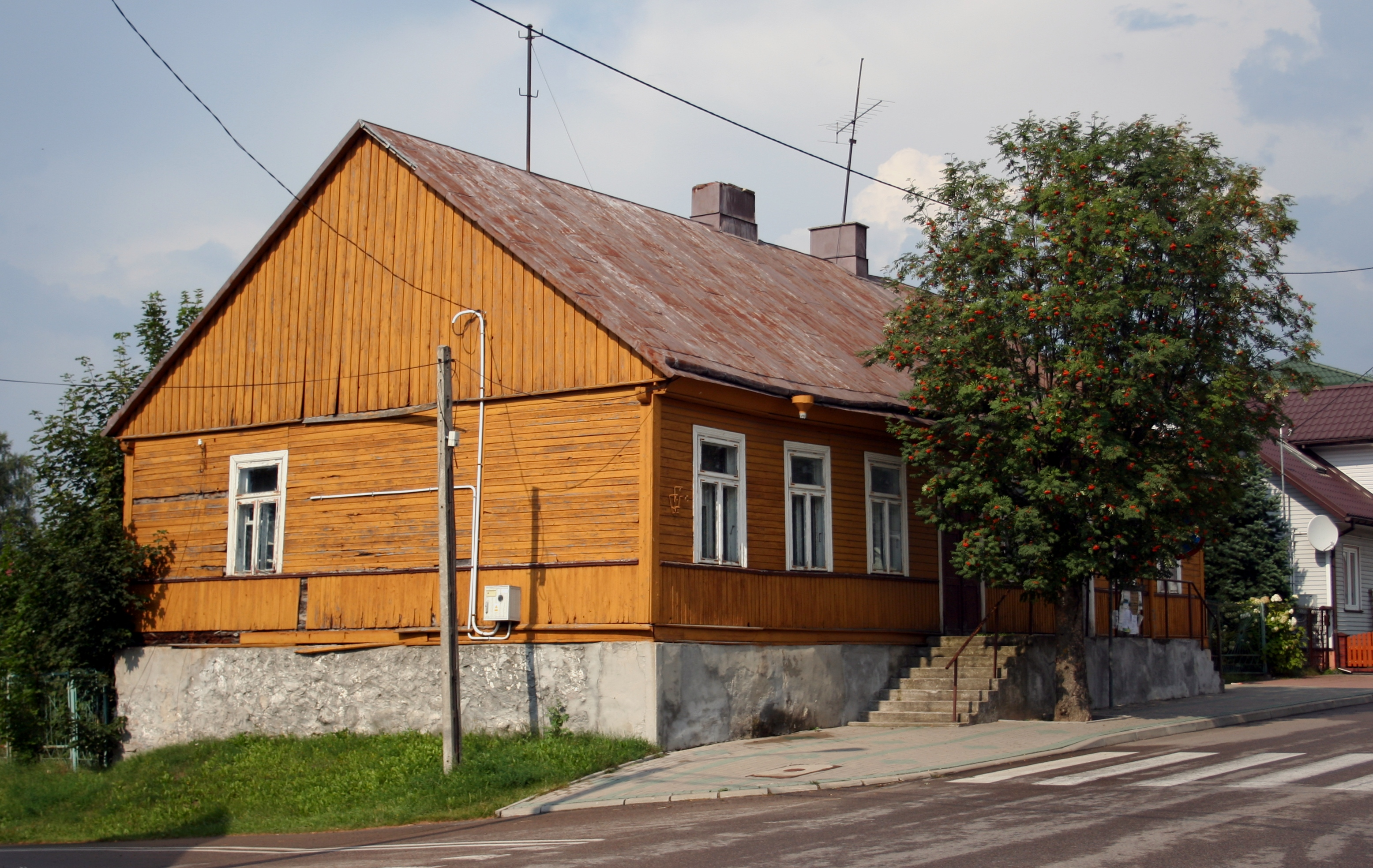
Dom rabina, ul. Mickiewicza 56

W dawnym domu rabina, usytuowanym obok synagogi, mieścił się Litewski Dom Kultury – po zmianie siedziby budynek wynajęto na potrzeby sklepu.

Decyzją z dnia 30 marca 1990 synagoga wpisana została do rejestru zabytków d. województwa suwalskiego pod nr rej. A-808: 

Obiekty są drewniane, zachowały pierwotny układ podziałów przestrzennych (mimo wielokrotnych zmian funkcji). Synagoga w Puńsku jest ostatnim przykładem żydowskiego budynku kultowego wykonanego z drewna na terenie Polski.